# Wolfango Montanari
Volfango Montanari (Terni, 16 maggio 1931 – Terni, 23 febbraio 2021) è stato un velocista italiano.

## Biografia
Nato nel 1931 a Terni, tesserato per l'U.S. Lavoratori Terni, arrivò in nazionale nel 1951, a 20 anni. In quell'anno prese parte ai primi Giochi del Mediterraneo, ad Alessandria d'Egitto, dove si portò a casa tre medaglie: un bronzo nei 100 m piani, dove chiuse la finale in 11"2 dietro al greco Stefanos Petrakis e al connazionale Mauro Frizzoni dopo aver passato batterie e semifinali entrambe da secondo, con i tempi di 11"3 e 11"2; un altro bronzo nei 200 m piani, terminati in 22"1, dopo il connazionale Antonio Siddi e il francese Jacques Degats (prima aveva superato le batterie da primo in 22"2 e le semifinali da secondo in 24"0); infine l'oro nella staffetta 4×100 m insieme a Mauro Frizzoni, Franco Leccese e Antonio Siddi con il tempo di 42"4, davanti a Grecia e Jugoslavia.
A 21 anni partecipò ai Giochi olimpici di Helsinki 1952, nei 100 m piani, uscendo in batteria, settimo con il tempo di 12"25 (passavano ai quarti di finale i primi due).
L'anno successivo, nel 1953, vinse la medaglia d'argento alla Settimana estiva internazionale degli sport universitari, antenata delle future Universiadi, a Dortmund, in Germania Ovest, nella staffetta 4×100 m con Mario Colarossi, Lucio Sangermano e Carlo Vittori, in 42"2, chiudendo dietro alla sola Argentina. Nella stessa competizione nel 1955 a San Sebastián, in Spagna, prese parte ai 200 m, passando la sua batteria da secondo, con il tempo di 27"5, ma non prendendo parte alle semifinali.
Ai campionati europei di Berna 1954, in Svizzera, arrivò in finale con la staffetta 4×100 m insieme a Sergio D'Asnasch, Luigi Gnocchi e Lucio Sangermano, terminando quinto in 41"0, dopo aver passato la sua batteria da secondo in 41"2, dietro alla Cecoslovacchia.
Nel 1955 partecipò di nuovo ai Giochi del Mediterraneo, a Barcellona, in Spagna, conquistando un altro bronzo nei 200 m piani, con il tempo di 21"7, in un podio tutto italiano, dietro a Luigi Gnocchi e Vincenzo Lombardo (prima aveva passato le batterie da primo in 21"8) e un altro oro nella staffetta 4×100 m con Sergio D'Asnasch, Giovanni Ghiselli e Luigi Gnocchi in 41"0, record dei Giochi, davanti a Grecia ed Egitto.
Fu inoltre campione italiano nei 200 m piani nel 1951 e nel 1954 con i tempi rispettivamente di 22"0 e 21"7. A Milano nel 1955 fu invece terzo in 22"1, dietro a Luigi Gnocchi e Sergio D'Asnasch.
Chiuse la carriera in nazionale nel 1957, a 26 anni.
Dopo il ritiro fu docente di educazione fisica, ma anche allenatore e dirigente, come vicepresidente della sezione ternana del CONI, direttore tecnico del Centro Formazione Fisica e Avviamento allo Sport del Comune di Terni e vicepresidente dell'Associazione Nazionale Atleti Olimpici e Azzurri d'Italia di Terni. Nel 1963-1964 fu inoltre preparatore atletico della Ternana di calcio.
Morì nel 2021, a 89 anni.
A lui è dedicato l'asteroide della fascia principale 14077 Volfango, scoperto nel 1996 dall'astronomo Antonio Vagnozzi. Inoltre gli sono stati intitolati nella sua Terni una piazzetta a Borgo Rivo e un memorial.

## Palmarès
| Anno | Manifestazione          | Sede                 | Evento            | Risultato | Prestazione | Note |
| ---- | ----------------------- | -------------------- | ----------------- | --------- | ----------- | ---- |
| 1951 | Giochi del Mediterraneo | Alessandria d'Egitto | 100 m piani       | Bronzo    | 11"2        |      |
| 1951 | Giochi del Mediterraneo | Alessandria d'Egitto | 200 m piani       | Bronzo    | 22"1        |      |
| 1951 | Giochi del Mediterraneo | Alessandria d'Egitto | Staffetta 4×100 m | Oro       | 42"4        |      |
| 1952 | Giochi olimpici         | Helsinki             | 100 m piani       | Batteria  | 12"25       |      |
| 1954 | Europei                 | Berna                | Staffetta 4×100 m | 5º        | 41"0        |      |
| 1955 | Giochi del Mediterraneo | Barcellona           | 200 m piani       | Bronzo    | 21"7        |      |
| 1955 | Giochi del Mediterraneo | Barcellona           | Staffetta 4×100 m | Oro       | 41"0        |      |

## Campionati nazionali
- 2 volte campione nazionale assoluto dei 200 m piani (1951 e 1954)

1951
- Oro ai campionati italiani assoluti, 200 m piani - 22"0

1954
- Oro ai campionati italiani assoluti, 200 m piani - 21"7

1955
- Bronzo ai campionati italiani assoluti, 200 m piani - 22"1